# 小花花椒
小花花椒（学名：Zanthoxylum micranthum）为芸香科花椒属下的一个种。

## 扩展阅读
- 維基物種上的相關：小花花椒